# Cliff Bruner
Cliff Bruner (Texas City, 25 april 1915 – Houston, 25 augustus 2000) was een Amerikaanse countrymuzikant.

## Jeugd
Cliff Bruner groeide op in Tomball en werkte daar op de katoenvelden. Op 12-jarige leeftijd besloot hij een fiddle te kopen. Als jongeling trok hij met Dr. Scotts Medicine Show door de landen en vond een betrekking als muzikant.

## Carrière
In 1934 vervoegde Bruner zich bij het western-swing orkest van Milton Brown. Samen met Cecil Brower speelde hij fiddle en schiep zijn twin fiddle sound binnen de band, die toonaangevend werd voor de verdere countrymuziek. Tot 1936 (de sterfdatum van Brown) speelde hij meer dan 50 nummers met Milton Brown en zijn band. Na Browns dood keerde Bruner terug naar Houston, waar hij zijn eigen band The Texas Wanderers formeerde, soms ook Cliff Bruner & his Boys genoemd.
Met The Texas Wanderers kreeg Bruner een show bij de zender KDFM in Beaumont, aan de grens bij Louisiana. De invloed van de cajunmuziek werd snel in de band waarneembaar, die dit traditionele genre verrijkte met landelijke hillbillymuziek en toentertijd actuele jazz. Samen met de steelgitarist Bob Dunn, waarmee Bruner al had samengewerkt bij Milton Brown, de mandolinespeler Leo Raley en de pianist Moon Mullican kwam een mengeling tevoorschijn, die zich onderscheidde van de western-swing van andere orkesten, omdat deze zich meer bewoog op het gebied van de popmuziek. Bruner zelf zong echter niet, dat deden andere leden van de band.
Nadat de band in 1838 een platencontract bij Decca Records had getekend, kwam hun doorbraak. Bruners platen verkochten, vooral aan de golfkust, bijzonder goed. De jukeboxen in de honky-tonks van de olievelden speelden dagelijks platen van Bruner en zijn Texas Wanderers. In 1938 had hij echter zijn grootste hit met It Makes No Difference Now van Floyd Tillman, een jaar later gevolgd door Truck Drivers Blues. De laatste werd geschreven door songwriter Ted Daffan en wordt gezien als een van de eerste truckersongs in de muziekgeschiedenis. Bruner was binnen de kortste tijd uitgegroeid tot een van de succesvolste en populairste muzikanten in het countrycircuit van Texas.
Tijdens de jaren 1940 ontbonden zich de Texas Wanderers. Desondanks leidde hij met zijn muzikale partner en vriend Moon Mullican verder een band. Zijn successen waren echter voorbij. Bruner kon zijn succes niet blijvend bevestigen, omdat zijn echtgenote Ruth ernstig ziek werd en hij haar moest bijstaan. Tijdens de volgende jaren gaf Bruner de muziek niet op en naast het opnemen van platen trad hij op met Jimmie Davis en W. Lee O'Daniel. Tijdens de jaren 1950 trok Bruner zich alsnog terug uit de muziekbusiness en startte in plaats daarvan een verzekeringsfirma.
Tijdens de jaren 1970, toen de western-swing weer in het nieuws kwam, werd Bruner door veel jonge muzikanten herontdekt. In 1980 werkte hij mee aan het album Texas Swing Pioneers van Johnny Gimble en trad op tot op hoge leeftijd.

## Overlijden
Cliff Bruner overleed in 2000 op 85-jarige leeftijd aan de gevolgen van kanker.

## Discografie

### Singles
Decca Records
- 1938:	I Saw Your Face In Moon / Beaumont Rag
- 1938:	Sunbonnet Sue / My Daddy, My Mother & Me
- 1939:	I'm Tired of You / Truck Driver's Blues
- 1939:	Kelly Swing / San Antonio Rose
- 1939:	Singing the Lowdown Blues / Star Dust
- 1939:	Little White Lies / The Other Way
- 1939:	The Girl You Loved Long Ago / Jessie
- 1940:	Over The Hill / It's All Over Now
- 1940:	Peggy Lou / Tell Me Why Little Girl
- 1940:	I'll Keep On Smiling / I'll Forgive You
- 1940:	Because / I'm Still In Love with You
- 1940:	Sparkling Blue Eyes / Ten Little Girls
- 1940:	Take Me Back Again / I'm Heading for That Ranch In the Sky
- 1940:	You Don't Love Me (But I'll Love You) / Over the Trail
- 1940:	New Falling Rain Blues / Sorry
- 1940:	I Keep Thinking of You / Neath the Purple on Hills
- 1941:	Draft Board Blues / Tequila Rag
- 1941:	Sun Has Gone Down / Let Me Smile My Last Smile at You
- 1941:	Jessie's Sister / My Time Will Come Someday
- 1946:	I'll Keep Thinking of You / It Makes No Difference Now
- 1947:	Snowflakes / That’s What I Like 'Bout the South
- 1947:	I'll Try Not to Cry / My Pretty Blonde
- 1947:	Born To Be Blue / Won't You Mend My Aching Heart
- 1947:	Jessie / San Antonio Rose ((herpublicatie)
- 1947:	When You're Smiling / Old Joe Turner Blues
- 1947:	Sparkling Blue Eyes / Ten Pretty Girls (herpublicatie)
- 1948:	Don't Make Me Blue / You Always Hurt the One You Love

Mercury Records
- 194?:	Lucille from Mobile / You Were All This World to Me
- 1949:	Firewater / Someone to Tell My Troubles To

Coral Records
- 1949:	I'll Keep On Loving You / Kangaroo Blues
- 1950:	If It's Wrong To Love You /I'll Try Not To Cry

Preview Records
- 1971:	Welcome to the Club / Faded Love (met Pee Wee Withewing & the Others Brothers)

### Albums
- 1977: Cliff Bruner & the Rice Brothers Gang
- 1981: Then and Now
- 1983: Cliff Bruner's Texas Wanderers
- 1997: Cliff Bruner and his Texas Wanderers (Bear Family Records)

- Bibliothèque nationale de France: cb138919298 (data)
- Gemeinsame Normdatei: 1146362927
- International Standard Name Identifier: 0000 0001 1574 6962
- Library of Congress Control Number: no2002107276
- MusicBrainz: 2505117d-2929-4da8-96b1-c1cdcd06fe85
- SNAC: w6224m77
- Virtual International Authority File: 74036909
- WorldCat: E39PBJpyqPGmrrcC3WFqBgTrbd